# تاترا ۱۹۸۹

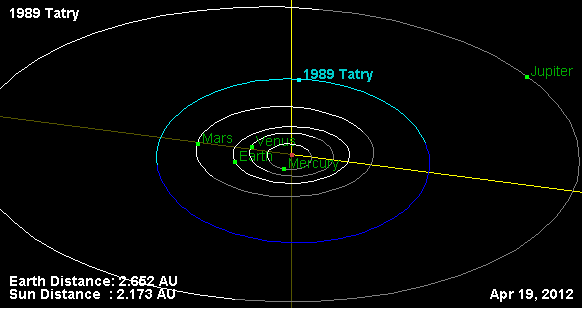
سیارک ۱۹۸۹

سیارک ۱۹۸۹ (به انگلیسی: 1989 Tatry، نامگذاری:1955FG) هزار و نهصد و هشتاد و نهمین سیارک کشف شده‌است که در ۲۰ مارس ۱۹۵۵ کشف شد.
قدر مطلق سیارک برابر ۱۲٫۱۰ است.